# 五ツ木書房
株式会社五ツ木書房（いつきしょぼう）は、大阪府大阪市鶴見区に本社を置く出版社である。

## 概要
小学生・中学生対象の模擬試験の実施や中学生・高校生向け学習教材であるSelett 21シリーズ（以前は単にSelettシリーズと言っていた）で、関西地区では知られている。その他、中学校用の図書教材や心理検査の発行、学習塾「セミナー五ツ木」の運営などをおこなっている。
営業エリアは大阪府、京都府、兵庫県、滋賀県、奈良県、和歌山県および三重県名張市。

## 沿革
- 1956年 - 大阪市西区靱下通りに株式会社五ツ木書房を創立。
- 1959年 - 大阪市西区阿波堀通りに移転。
- 1960年 - 「中1・2年学力テスト会」を開始。
- 1962年 - 「中3年模擬テスト会」を開始。
- 1963年 - 大阪市城東区今福中に社屋を新築移転。学力評価に電算機処理を導入。
- 1964年 - 五ツ木教育研究所を設立。
- 1968年 - 印刷設備を導入。学力評価に偏差値を導入。
- 1974年 - 「セミナー五ツ木」を開設。
- 1977年 - 自主診断学習教材（家庭学習用教材）部門を創設。
- 1981年 - 大阪市鶴見区横堤に社屋を新築移転。ホストコンピューターを導入。
- 1990年 - （社）日本図書教材協会、（財）図書教材研究センター、全国図書教材販売協議会に加盟。
- 1996年 - 高校進学相談会を初開催。
- 1999年 - ホームページ開設。
- 2000年 - 同年に倒産した駸々堂より中学受験模試事業を継承し、五ツ木・駸々堂中学進学学力テスト会を初開催。中学進学相談会を初開催。模擬テスト会取扱店に「インターネット発券システム」導入。
- 2001年 - 中1・2年学力テスト会の名称を「中1・中2標準テスト会」と名称変更。
- 2008年 - 五ツ木・北大路高校入試模擬試験を初開催。
- 2009年 - 五ツ木・北大路高校入試模擬試験の名称を「五ツ木・京都模擬テスト会」に変更。

## 営業品目
- 学校教材、学校テスト
- 五ツ木の模擬テスト会・学力テスト会
- 五ツ木・駸々堂中学進学学力テスト会
- 五ツ木・京都模擬テスト会

## 加盟団体
- 一般社団法人 日本図書教材協会
- 財団法人 図書教材研究センター
- 一般社団法人 全国図書教材協議会

## 提供番組
すべて過去に放送されたもの。
- ワイドサタデー（朝日放送・広島ホームテレビ・四国放送・瀬戸内海放送・南海放送・九州朝日放送・大分放送・宮崎放送）

その他、MBSラジオなど在阪のラジオ局でもスポットCMが放送されていたが、現在は放送されていない。